# Segundo Consistório Ordinário Público de 1858

## Cardeais Eleitores
| Nº                 | País               | Nome                            | Idade              | Cargo                       | Título ou Diaconia |
| Cardeais eleitores | Cardeais eleitores | Cardeais eleitores              | Cardeais eleitores | Cardeais eleitores          | Cardeais eleitores |
| ------------------ | ------------------ | ------------------------------- | ------------------ | --------------------------- | ------------------ |
| 1                  | Portugal           | Manuel Bento Rodrigues da Silva | 57                 | Cardeal-patriarca de Lisboa | Cardeal-presbítero |

## Link Externo
- «Catholic Hierarchy» (em inglês)